# 음반 판매 인증 목록
음반 판매 인증 목록은 일반적으로 소매업자에게 판매, 스트리밍 또는 배송된 총 단위를 기준으로 전 세계 음악 산업에서 수여한다. 이러한 상과 그들의 요건은 전 세계 다양한 국가와 지역에서 음악 산업을 대표하는 다양한 인증 기관에 의해 정의된다. 주어지는 표준 인증 상은 골드, 플래티넘, 그리고 때로는 다이아몬드 상으로 구성되어 있으며, 영국도 골드보다 낮은 순위의 실버 인증을 보유하고 있다. 대부분의 경우, "멀티플래티넘" 또는 "멀티다이아몬드" 상은 플래티넘 또는 다이아몬드 요건의 배수에 대해 주어진다.
전 세계의 많은 음악 산업은 국제 음반 산업 협회(IFPI)으로 대표된다. IFPI는 45개국의 66개국과 서비스 제휴 산업 협회에서 운영되고 있다. 어떤 경우에는 IFPI가 이미 운영되고 있는 국가의 인증기관과 관련될 뿐이지만, 산업성이 덜 발달된 많은 국가에서는 IFPI가 국가나 지역의 음악산업을 서비스하는 유일한 인증기관으로 작용한다. 그러나 IFPI로 대표되지 않는 다른 나라들은 국가나 지역의 음악 산업 전체에 서비스를 제공하는 개별 음반 회사들과 같이 독립적으로 운영되는 기관을 인증했다.
모든 인증 기관들이 음반 판매나 배송에 대해 상을 주지만, 많은 기관들은 싱글, 유료 디지털 다운로드, 뮤직 비디오, 음악 DVD, 마스터링 벨소리도 인증한다. 또한, 일부 인증 기관은 다양한 장르, 길이 및 형식의 국내 또는 국제 기원에 대한 별도의 임계 척도를 가지고 있다. 2010년대부터 디지털 스트리밍은 일부 지역에 포함되었다.

## 같이 보기
- 가장 많이 팔린 음반 목록
- 전 세계 음악시장 순위